# سسمی استریت
سِسِمی استریت (انگلیسی: Sesame Street؛ به معنای خیابان سسمی) یک مجموعه تلویزیونی آمریکایی برای کودکان است که توسط جون گنز کونی و لوید ماریست خلق شده‌است. این برنامه دارای محتوای آموزشی و استفاده از ماپت‌های جیم هنسن، انیمیشن، فیلم‌های کوتاه، طنز، و اشارات فرهنگی است.
این سریال که نخستین بار در ۱۰ نوامبر ۱۹۶۹ پخش شده با گذشت نزدیک به نیم قرن هنوز هم از برخی شبکه‌ها پخش می‌شود و نقدهای مثبت و بینندگان زیادی را به خود جلب کرده‌است. از ۱۶ ژانویه ۲۰۱۶ این مجموعه به شبکه پولی اچ‌بی‌او منتقل شد.
برخی معتقدند شخصیت عروسکی جناب خان در برنامه خندوانه شباهت زیادی به المو یکی از شخصیت‌های این برنامه دارد. اگرچه این مجموعه شخصیت‌های زیادی دارد که بین آنها می‌توان به هیولای کلوچه، برت، ارنی، پرنده گنده اشاره کرد.